# 畑原通
畑原通（はたはらどおり）は兵庫県神戸市灘区の町名。現行行政地名は畑原通一丁目から畑原通五丁目。郵便番号は657-0822。

## 地理
東は篠原中町、南から南西は天城通、北西から北は赤坂通。東から順に一～五丁目が存在する。

## 歴史
四丁目の空観堂には、寛永13年（1635年）畑原の安田家の生まれである、傑僧と呼ばれた空観上人がいて、生きながら地下に入る入定という厳しい修業の末、理観阿闍梨と呼ばれるようになった。

### 沿革
畑原字宝泉寺・竹ノ尻・上井ノ上・下井ノ上・東イバノ元・西イバノ元・三町田下リ・上西川と上野字花木・桑原から昭和6年（1931年）9月に成立した。

## 人口統計
令和2年国勢調査（2020年10月1日）における世帯数は495、人口1,026で内男性472人・女性554人。

## 施設
- 神戸市立摩耶小学校